# Schwarzkopfkolibri
Der Schwarzkopfkolibri (Aglaeactis pamela), auch als Pamelakolibri oder Schwarzbauch-Andenkolibri bezeichnet, ist eine Kolibriart aus der Gattung der Rückstrahlerkolibris. Die Art ist endemisch in Bolivien. Der Bestand wird von der IUCN als „nicht gefährdet“ (least concern) eingeschätzt.

## Beschreibung
Der Schwarzkopfkolibri erreicht eine Länge von 13 Zentimetern und ein Gewicht von 7 bis 8,5 Gramm. Beim Männchen ist die Unterseite allgemein schwarz und kontrastiert mit weißen Brustbüscheln. Der größte Teil des Rückens und des Bürzels ist durch schimmernd bläulich-malachitgrüne Federn charakterisiert. Der rostbraune Schwanz ist leicht gegabelt. Beim Weibchen ist die Unterseite stumpfschwarz und die Oberseite ist weniger schimmernd. Der Schwanz ist weniger gegabelt. Die immaturen Vögel ähneln den Weibchen.

## Vorkommen und Lebensraum

Verbreitung des Schwarzkopfkolibris

Der Schwarzkopfkolibri ist in der Cordillera Real in Bolivien heimisch. Am häufigsten ist er in den Yungas bei La Paz und Cochabamba sowie in den Nationalparks von Carrasco Ichilo und Amboró anzutreffen. Der Schwarzbauch-Andenkolibri bewohnt Bergwälder in der Übergangszone zwischen feuchten Berghängen und den montanen Becken in Höhenlagen zwischen 3000 und 3500 m, seltener in 1800 m Höhe.

## Lebensweise
Über die Brutbiologie des Schwarzkopfkolibris ist nichts bekannt, da noch keine Nester entdeckt wurden. Seine Nahrung besteht aus Insekten und dem Nektar von Blütenpflanzen, einschließlich der Gattungen Bernedesia, Berberis, Puya und Centropogon.

## Etymologie und Forschungsgeschichte
Alcide Dessalines d’Orbigny beschrieb den Kolibri unter dem Namen Ornismya Pamela. Als Fundort gab er Yungas in Bolivien an. Erst später wurde er der Gattung »Aglaeactis« zugeordnet. Der Name setzt sich aus den griechischen Wörtern ἀγλαΐα aglaḯa für „Glanz, Pracht, Schönheit“ und ἀκτίς aktī́s für „Strahl, Sonnenstrahl“ zusammen. Der Artname pamela ehrt Marie Paméla Dessalines d’Orbigny, geborene Martignon (1816–1842), die erste Frau des Erstbeschreibers, die er am 18. August 1839 in Paris geheiratet hatte.